# 阿児町立神
阿児町立神（あごちょうたてがみ）は、三重県志摩市の大字。真珠と海苔を組み合わせた養殖漁業地域であるが、近世までは大工を兼業する農村地帯であった。
住民基本台帳に基づく2021年8月31日現在の人口は1,263人、1996年1月1日現在の面積は6.67 km2である。郵便番号は517-0503。

## 地理
志摩市中部にある阿児地域（旧志摩郡阿児町）の南東部に位置する。西側が英虞湾に面し、入り江の多いリアス式海岸を成す。沿岸には真珠養殖の作業場が点在する。陸地部は隆起海食台地と谷が複雑に交錯する。
- 島：かれ松島、天童島、小天童島、土井ヶ原島、土井ヶ原天童島[12]
- 半島：西山半島、中山半島[13]
- 海：英虞湾、立石浦[14]

集落は塊村状で、中央の台地から南に向かって展開し、漁村の多い志摩地方らしからぬ、農村のような景観を呈する。各戸の敷地面積は広く、マキの木に囲まれている。集落は北配・南配・西配・東配の4つに分かれている。配の下に1番組から9番組まで9つの組がある。
北は阿児町神明・阿児町甲賀、東は大王町畔名、南は大王町波切と接する。天童島・土井ヶ原島の西には、志摩町和具に属する島（大高崎島・間崎島）がある。

### 岬
- 本土：赤崎、ありヶ渡鼻、ありのと渡り東鼻、井お頭び南鼻、上ヶ原の鼻、大深江の東鼻、金内田の鼻、亀田の鼻、下ヶ原西鼻、杓浦東の中鼻、小別当西鼻、菅崎東鼻、そば浦の鼻、大明神鼻、高崎、たたみ崎、ちょうちん鼻、西山の大鼻、ハタケ尻東鼻、ひらたの鼻、ひらたの西鼻、深い崎、弁天の鼻、宮ヶ崎、宮ヶ崎の東鼻、焼山の鼻、呼ヶ崎、呼ヶ崎北鼻[12]
- 天童島：大崎北鼻、かき鼻、くすほ鼻、くすほ浦の西鼻、くすほ北鼻、くすほ東鼻、ごげん所の鼻、汐早の南鼻、宗吉鼻、立崎、たまの木の鼻、長瀬の鼻、七栗の西鼻、七栗の東鼻[12]
- 小天童島：東鼻、南鼻[12]
- 土井ヶ原島：かなとこ鼻、さとうらの中鼻、汐早の北鼻、竹ノ筒鼻、竹ノ筒南鼻、ぶき鼻、武吉鼻、やなぎ崎[12]
- 土井ヶ原天童島：切れみちの鼻、立崎鼻、立崎東鼻、中の通り中鼻、中の通り西鼻、中の通り東鼻[12]

### 小・中学校の学区

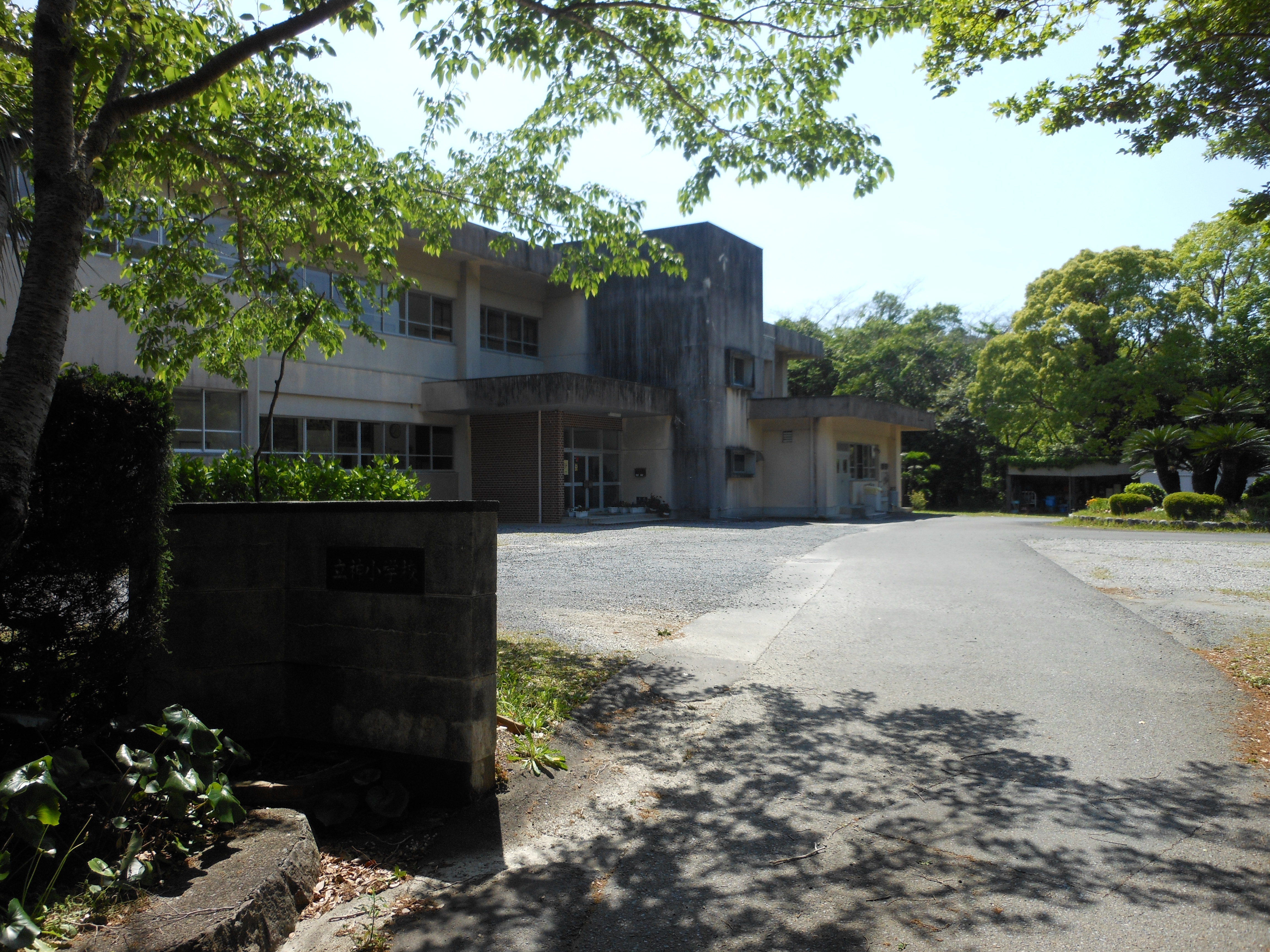
立神小学校（2016年）

市立小・中学校に通う場合、学区は以下の通りとなる。
| 地域 | 小学校     | 中学校     |
| ---- | ---------- | ---------- |
| 全域 | 東海小学校 | 東海中学校 |

東海小学校に統合される前の立神小学校は阿児町立神にあった。立神小学校では、アオサや真珠の養殖体験を授業に取り入れ、6年生は自分が育てた真珠のブローチを付けて卒業式に臨んでいた。

## 歴史

### 町村制以前（-1889）
現代は無人島である天童島や土井ヶ原島では遺跡が見つかっており、縄文時代の遺物包含層が天童島・西山半島・中山半島にある。『神鳳鈔』に「立神御厨」とあり、鎌倉時代は神領（伊勢神宮領）であった。戦国時代の九鬼嘉隆による志摩国の平定後は、立神村の南東部を川面氏（波切を拠点）、北西部を青山豊前（和具を拠点）の支配下に置かれた。川面氏も青山氏も九鬼氏の家臣であり、九鬼氏が転封で志摩国を離れるまで川面・青山の支配体制が続いたと見られる。
江戸時代には、志摩国英虞郡磯部組に属し、立神村として鳥羽藩の配下にあった。『三蔵寺世代相伝系譜』に「慶長のころ、立神村の人布施田郷へ住居するより人家漸次に稠密となり」とあり、立神村から布施田村（現・志摩町布施田）への移住があったようである。天和元年（1681年）の村高は745石であったが、「天保郷帳」では782石に増加した。これは前方浦や阿鎌に堤防を築いて新田開発を行った結果であるが、新田の堤防は宝永地震（1704年）、安政東海地震（1854年）で大半を破壊された。天和元年の夫米は36石で、ほかに浦役として銀43匁、鳥打網の役銭1貫200文、竹の年貢2両、銀10匁を納めた。年貢以外にも藩主へ柿渋・ダイダイなどを献上した。大工を兼業する人が多く、村出身の長谷川忠左衛門は大和国の長谷寺観音堂修築の際に棟梁を務めた。漁業では、船50隻（ちょろ船31隻、さっぱ船19隻）を所有し、隣接する神明浦村（現・阿児町神明）と漁場争いをした記録がある。地先の英虞湾で漁をするだけでなく、和具村や船越村に米を納めてコノシロ・ナマコを、ナマコを納めて波切村でコノシロ・ナマコ・藻魚を取っていた。

### 町村制以後（1889-）

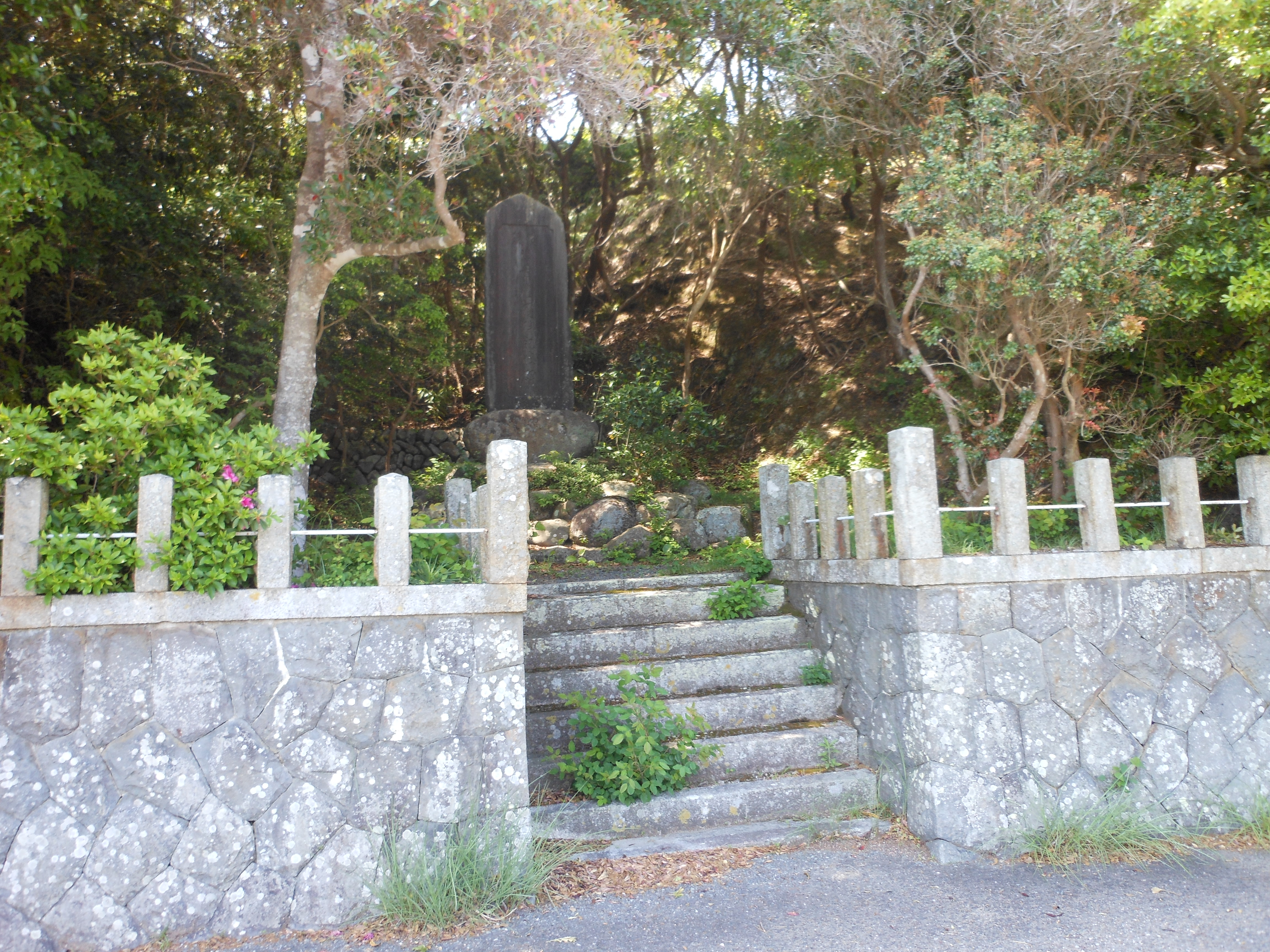
真珠漁業権獲得紀念碑
立神村が御木本幸吉から漁業権を取り戻したことを記念する碑。

町村制の施行に伴い、1889年（明治22年）に立神村として単独で村制を敷いた。神明浦村は当時戸数100戸に満たない小村であったため、鵜方村あるいは立神村に服属することを求められ、神明浦村の住民は立神村との合併を望んだが、三重県庁が鵜方村との合併を強制したため、神明浦村と立神村の合併は実現しなかった。1890年（明治23年）に村の規約が制定され、私有山林取締規定・衛生予防組合規約・土地売買規則・風俗矯正規則・諸営業取締規則も続々と策定された。 
立神村の大きな転機となったのは、真珠養殖業の浸透である。1893年（明治26年）に家族らを連れて多徳島へ移住した御木本幸吉は真珠養殖に取り組み、1905年（明治38年）、多量のアコヤガイから5粒の真円真珠の養殖に成功した。真珠養殖が軌道に乗り始めた御木本は、独占を図るべく英虞湾奥の海面一帯に区画漁業権の設定を開始し、立神村および立神漁業組合と1905年（明治38年）12月13日に契約を締結した。契約書の内容は、立神村の地先海面の約3分の2に真珠介区画漁業権を設定する一方で、従来の漁業は妨害せず、立神村に20年で1万円を支払うというものであった。1903年（明治36年）に発足したばかりの立神漁業組合には38人の組合員がいたが、専業の漁家はおらず、当時の漁獲高は367円に過ぎなかったため、村は好機と見て御木本と契約した。
締結した当時は破格の条件であった契約は、真珠養殖の隆盛によって立神村に不利に働くようになり、満了する1925年（大正14年）には、契約書の末尾にあった同様の条件での更新を求める御木本側と、漁場を取り戻そうとする村側との対立に発展した。まず真珠養殖経験のある村民が中心となって御木本と交渉し、漁業権を免許する三重県に真珠介区画漁業免許出願書を提出するも不調に終わったため、1925年（大正14年）8月24日に立神村真珠漁業権獲得同盟会を設立した。続いて青年団と在郷軍人分会が自警団を立ち上げ、御木本側の切り崩し工作を阻止すべく村の出入り口に監視員を配置し、交渉員の留守時に居宅の警備を実施した。村民は三重県知事や農林大臣らに集団陳情を繰り返し、11月19日には猟銃を手にして100人超で御木本の拠点・多徳島を急襲するなどして、12月28日に御木本の区画漁業権漁場のうち4分の3を獲得、残る4分の1は年50円で御木本に賃貸することで、漁業権問題は決着した。漁業権獲得運動が立神村の勝利に終わったのは、相手の感情に訴える戦法をやめて、途中で契約書の有効性や専用漁業権など法的な問題に絞って交渉するようになったからである。
村を挙げて、生業を放棄して闘ったことに加え、昭和金融恐慌が重なったため村の経済は苦しくなり、真珠貝の漁獲高は一時的に0となった。1932年（昭和7年）に剰余金の組合員への配当に関する規定が制定され、1935年（昭和10年）には任意組合として立神真珠組合が発足し、漁業組合から真珠養殖に関する権利が委譲された。実際に組合員に配当が始まったのは、真珠組合発足以後のことである。
第二次世界大戦後、新漁業法の成立により1951年（昭和26年）に76人1,855台の筏で真珠が養殖されるようになり、1956年（昭和31年）には164人6,437台に急増した。この間、立神村は1955年（昭和30年）に近隣町村と合併し、阿児町の大字・立神となった。養殖業者の乱立による漁場環境の悪化を受け、1958年（昭和33年）より三重県は条例で筏の規制を開始した。1965年（昭和40年）頃より日本の真珠産業は不況に陥るが、立神の真珠養殖業者は経営規模の縮小とノリ養殖の新規導入によって乗り切った。1970年代に調査のために立神を訪れた社会学者の牧野由朗は、当時の立神の様子について、昼間は一部の高齢者を残して老若男女問わず真珠工場へ働きに出るので、集落内はほとんど人影がなく、夕方になると帰宅ラッシュで賑い、真珠工場の労働者を載せた自動車やマイクロバスが行き交う、という内容を記している。労働者は立神集落内や甲賀・志島など近隣地区から通勤していた。
2018年（平成30年）3月末、志摩市立立神小学校が143年の歴史に幕を下ろし、校舎は2019年（平成31年）3月1日に解体された。同年3月19日、SBエナジーが出力規模約2.1MWの太陽光発電所「ソフトバンク三重志摩阿児ソーラーパーク」の営業運転を開始した。

### 地名の由来と立石

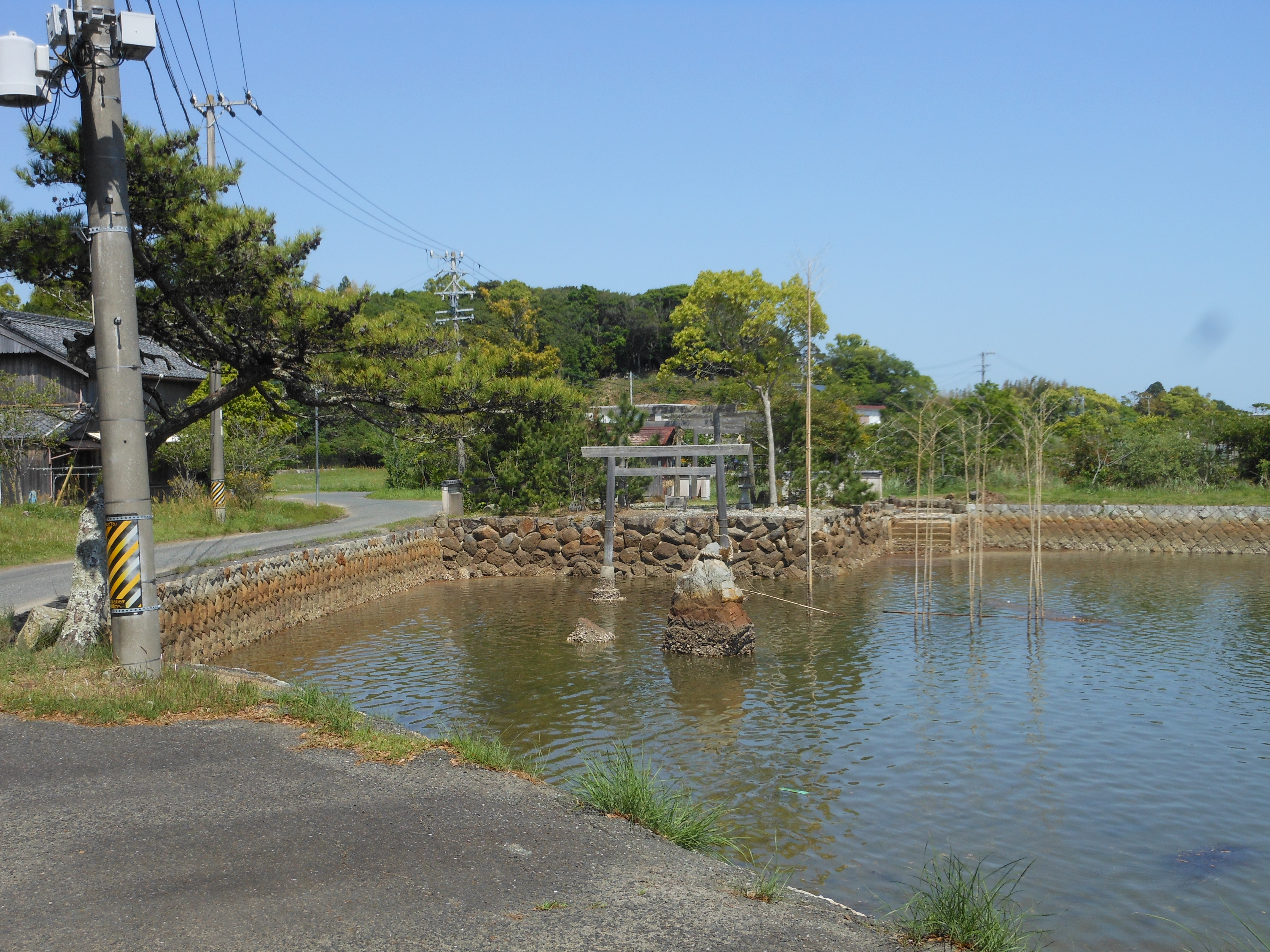
立石明神（志摩の夫婦岩）

海中に立つ大きな石を神として祀ったことに由来する。この石を立石明神と呼び、皮膚病治癒の信仰がある。立石は神の家来の化身であるカニが守っているという言い伝えがあるため、立石浦付近のカニは獲らない風習がある
立石は高さ2 m と0.6 m の2つの石（夫婦石）から成り、立石神社の神体として毎年12月に注連縄の張り替えが行われる。立石神社は宇気比神社に合祀されたが、神を呼び出すと降臨するとされている。正月に餅まきなどを行う「立石祭り」、6月に浅間祭が捧げられる。
なお、立神を「たちがみ」と読むこともあった。

### 人口の変遷
近代までの立神村では村内分家を許さなかったため、戸数は大きな変動がなく、本家に残れない過剰労働力は村外へ出るしかなかった。志摩市全体の人口は、2000年（平成12年）から2014年（平成26年）の間に15.51%減少しており、立神は市平均より若干減少率が低い。高齢化率は志摩市平均（35.45%）より高く、4割弱である。
総数 [世帯数： 、人口： ]
| 1746年（延享3年）  | 199戸 840人     |
| 1880年（明治13年） | 206戸 983人     |
| 1908年（明治41年） | 218戸 1,228人   |
| 1940年（昭和15年） | 246戸 1,283人   |
| 1954年（昭和29年） | 324世帯 1,699人 |
| 1980年（昭和55年） | 392世帯 1,596人 |
| 1990年（平成2年）  | 420世帯 1,561人 |
| 1995年（平成5年）  | 448世帯 1,589人 |
| 2000年（平成12年） | 485世帯 1,286人 |
| 2010年（平成22年） | 510世帯 1,461人 |
| 2015年（平成27年） | 485世帯 1,286人 |
| 2021年（令和3年）  | 580世帯 1,263人 |

## 産業

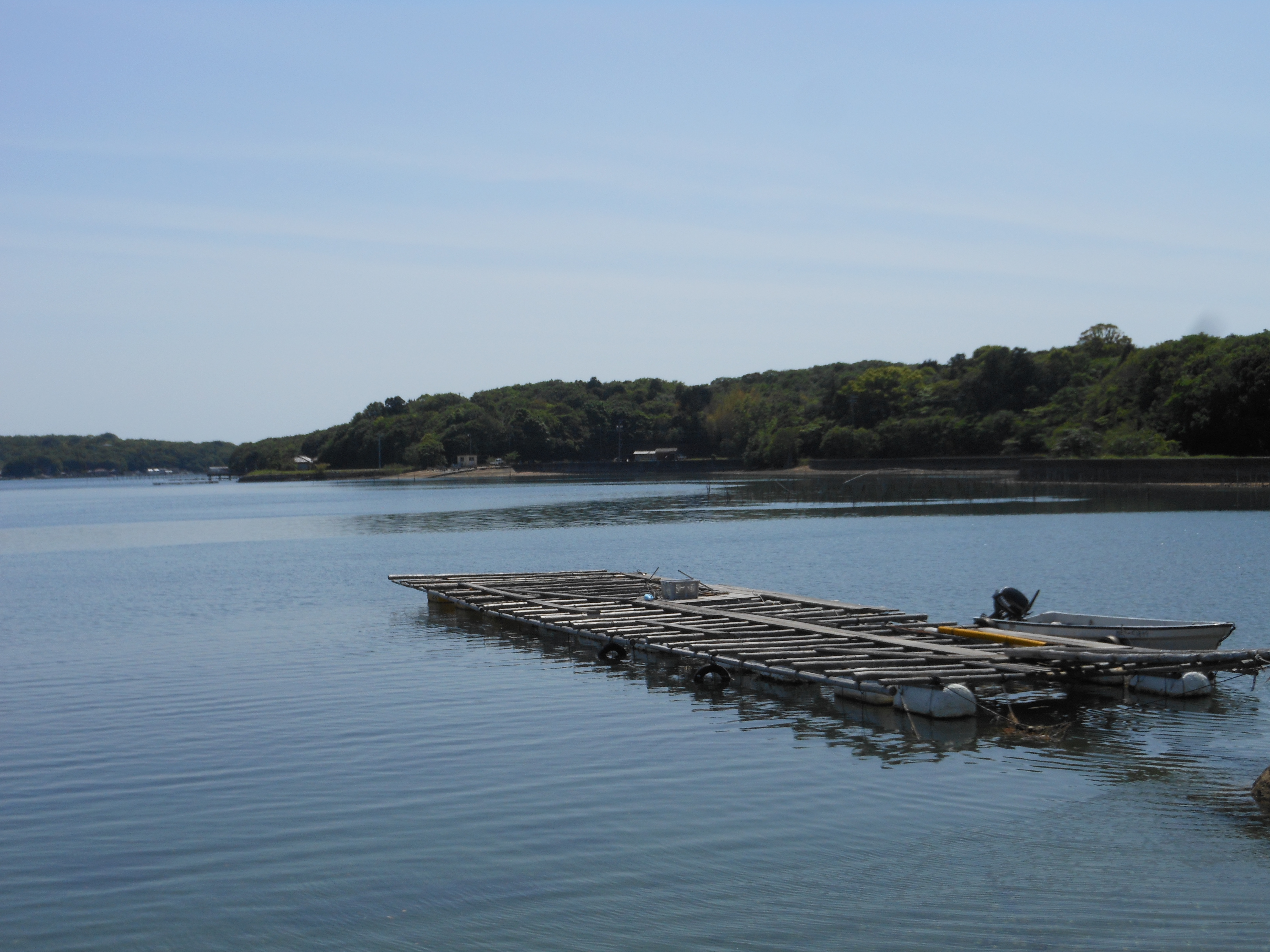
真珠養殖風景

地域の主産業は漁業であり、それに付随する自給的な農業、住民生活を満たす程度の小売業とサービス業から成る。建設業従事者が比較的多いのは、大工として出稼ぎをしていた伝統の名残りと考えられる。2015年（平成27年）の国勢調査による15歳以上の就業者数は652人で、産業別では多い順に漁業（115人・17.6%）、医療・福祉（93人・14.3%）、卸売業・小売業（67人・10.3%）、建設業（58人・8.9%）、製造業（56人・8.6%）となっている。
2016年（平成28年）の経済センサスによると、全事業所数は56事業所、従業者数は268人である。具体的には多い順に、建設業が15、卸売業・小売業が13、サービス業（他に分類されないもの）が6、製造業が5、飲食店が4、漁業と洗濯・理容・美容・浴場業、複合サービス事業が各3、教育・学習支援業と医療業が各2事業所となっている。全56事業所のうち43事業所が従業員4人以下の小規模事業所である。
壬申戸籍（明治5年=1872年）によれば、当時の立神村は全176戸のうち174戸が農業を営む、純農村であった。しかし、水田は塩害を受けやすいところに分布し、畑は水利条件に恵まれないやせた台地上にあり、農業生産性は高くなかった。農閑期の出稼ぎとして大工をする人が多く、「立神大工としょうさいふぐの居らぬ所はない」と江戸時代に言われたように、大工を兼業する家が37戸あった。

### 農業
2015年（平成27年）の農林業センサスによると、阿児町立神の農林業経営体数は11経営体（すべて家族経営）、農家数は56戸（うち販売農家は11戸）、耕地面積は田が40 ha、畑が10 haで、樹園地は1 haである。主な農産物は、米・サツマイモ・茶である。基本的には自給用の生産であり、施設園芸や酪農などの集約的な農業は行われていない。
壬申戸籍によれば、1戸当たりの耕地面積は田が4反（≒39.7 a）、畑が2.5反（≒24.8 a）であり、目立った大地主はなく、明治以来、現代に至るまで大きな変化はない。1975年（昭和50年）時点では全世帯の55.5%に相当する208戸の農家があったが、農業を主とするのは13戸に過ぎなかった。

### 漁業

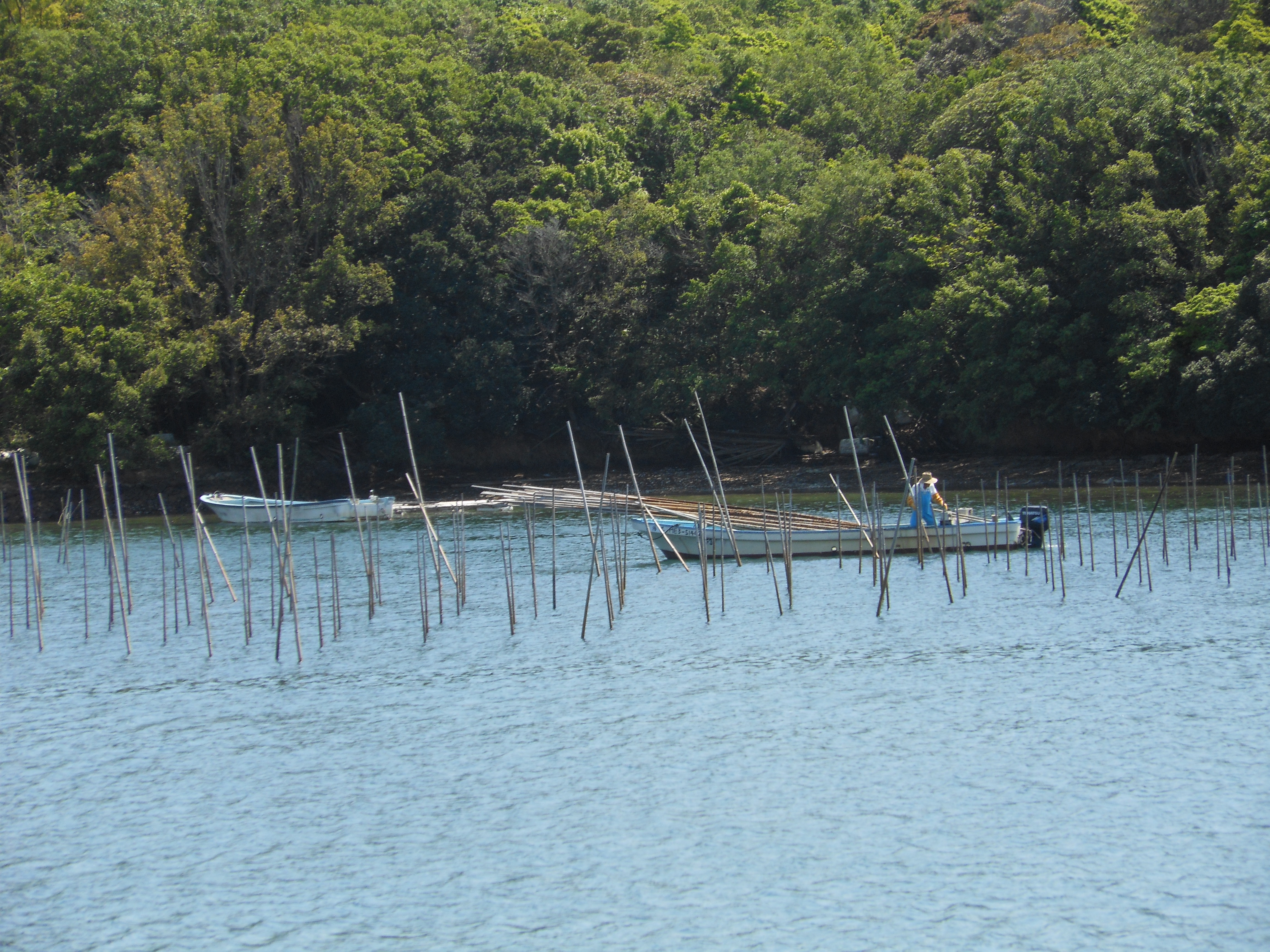
ノリ養殖風景

2018年（平成30年）の漁業センサスによると阿児町立神の漁業経営体数は82経営体で、全経営体が沿岸漁業に従事する。80経営体が海面養殖業を行っており、内訳はノリ類が50経営体、真珠が27経営体、カキ類が2経営体、真珠母貝が1経営である。漁船数は266隻（うち動力船は37隻）であり、最大は3 - 5t級である。漁業就業者数は144人で、自営漁家116人、被雇用者が28人である。主要漁法はノリ類養殖（45経営体）と真珠養殖（22経営体）である。ノリ養殖は真珠不況に伴って導入されたものである。刺し網でクルマエビ、底引き網でナマコを採捕する漁業も行われるが、規模は小さい。

#### 漁業と漁協の歴史

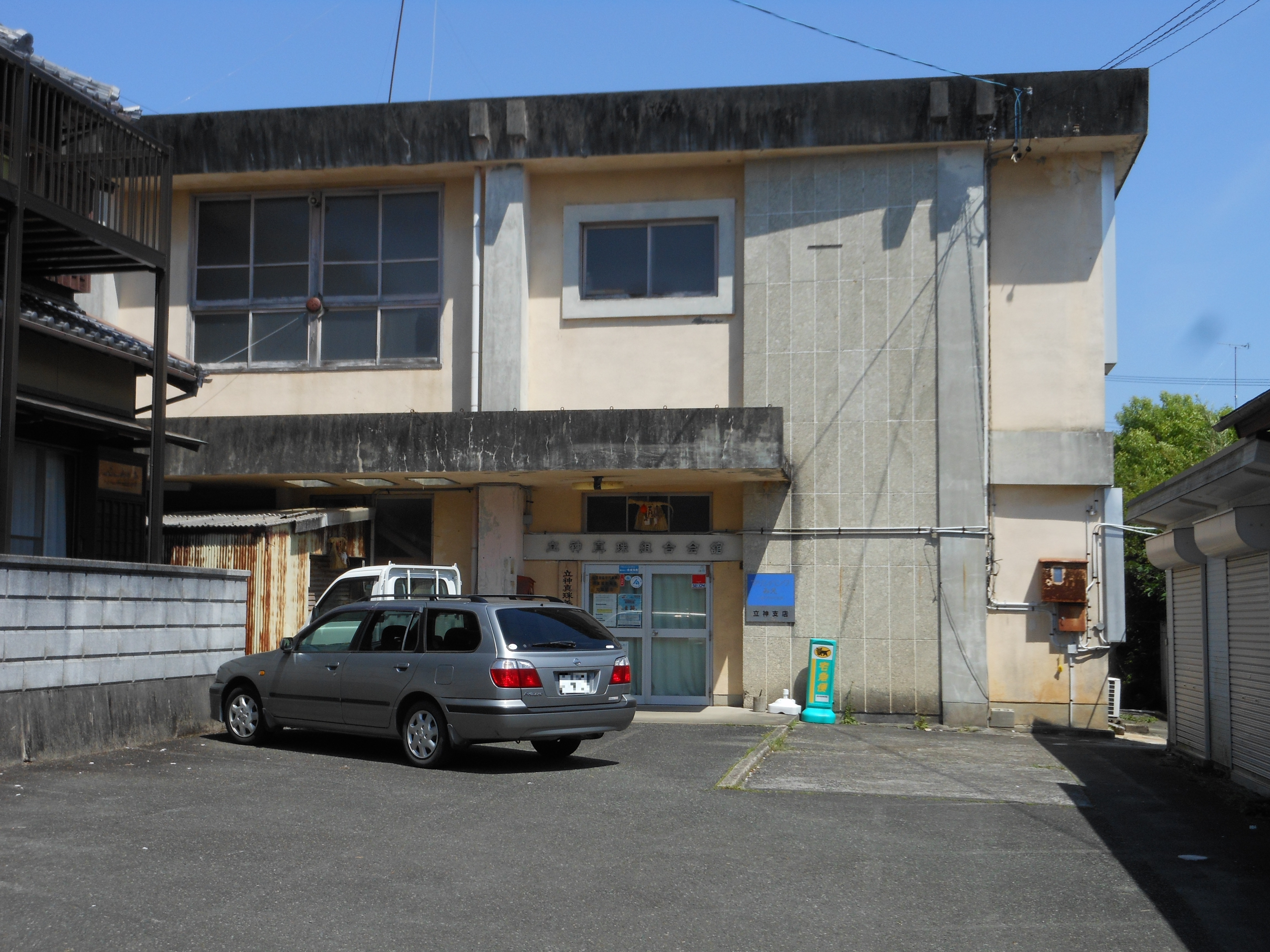
立神真珠組合会館（立神真珠養殖漁業協同組合）

真珠養殖がもたらされるまで、立神村で漁業を専業とする家はなく、1903年（明治36年）の立神漁業組合発足時の組合員は38人、組合長は立神村助役が兼務し、組合員の主な漁獲物は貝類・ヒラメ・ウナギであった。また、イワシや肥料用に海藻を獲ることもあった。1905年（明治38年）に村と漁業組合が御木本幸吉と区画漁業権の契約を結んで以降、真珠養殖業は急速に発展し、1925年（大正14年）の漁業権更新時に村民は御木本から漁業権を取り戻す運動を展開した。この運動の過程で漁業組合長は村長の兼務となり、村民全戸が漁業組合に加盟することで、村の自治組織と漁業組合は異名同体となった。
第二次世界大戦後、漁業組合は漁業協同組合（漁協）に、立神村は阿児町の立神区に変化したが、立神区長は漁業協同組合長を充てるという規約があり、自治組織と漁協の一体的運営は継続した。しかし、漁協は1973年（昭和48年）から1974年（昭和49年）にかけて正組合員の資格要件を厳格化して、村落共同体的性格を薄めて経済的機能集団へと転換し、自治組織（立神区）は1975年（昭和50年）に立神自治会として漁協から分離独立した。
2002年（平成14年）7月1日に立神漁協は阿児町・浜島町・大王町・志摩町（後に合併して志摩市）の17漁協と合併して志摩の国漁業協同組合になり、さらに志摩の国漁協は2010年（平成22年）2月1日に11漁協と合併して三重外湾漁業協同組合になった。2021年（令和3年）現在、阿児町立神の漁業は、三重外湾漁協安乗事業所の管轄下にある。
なお、真珠養殖は、1961年（昭和36年）5月16日設立の立神真珠養殖漁業協同組合が所管する。立神真珠養殖漁協は2014年（平成26年）8月1日に間崎真珠養殖漁業協同組合を吸収合併したため、阿児町立神と志摩町和具の間崎島を管轄している。

## 民俗・文化

### 円空と仏教文化

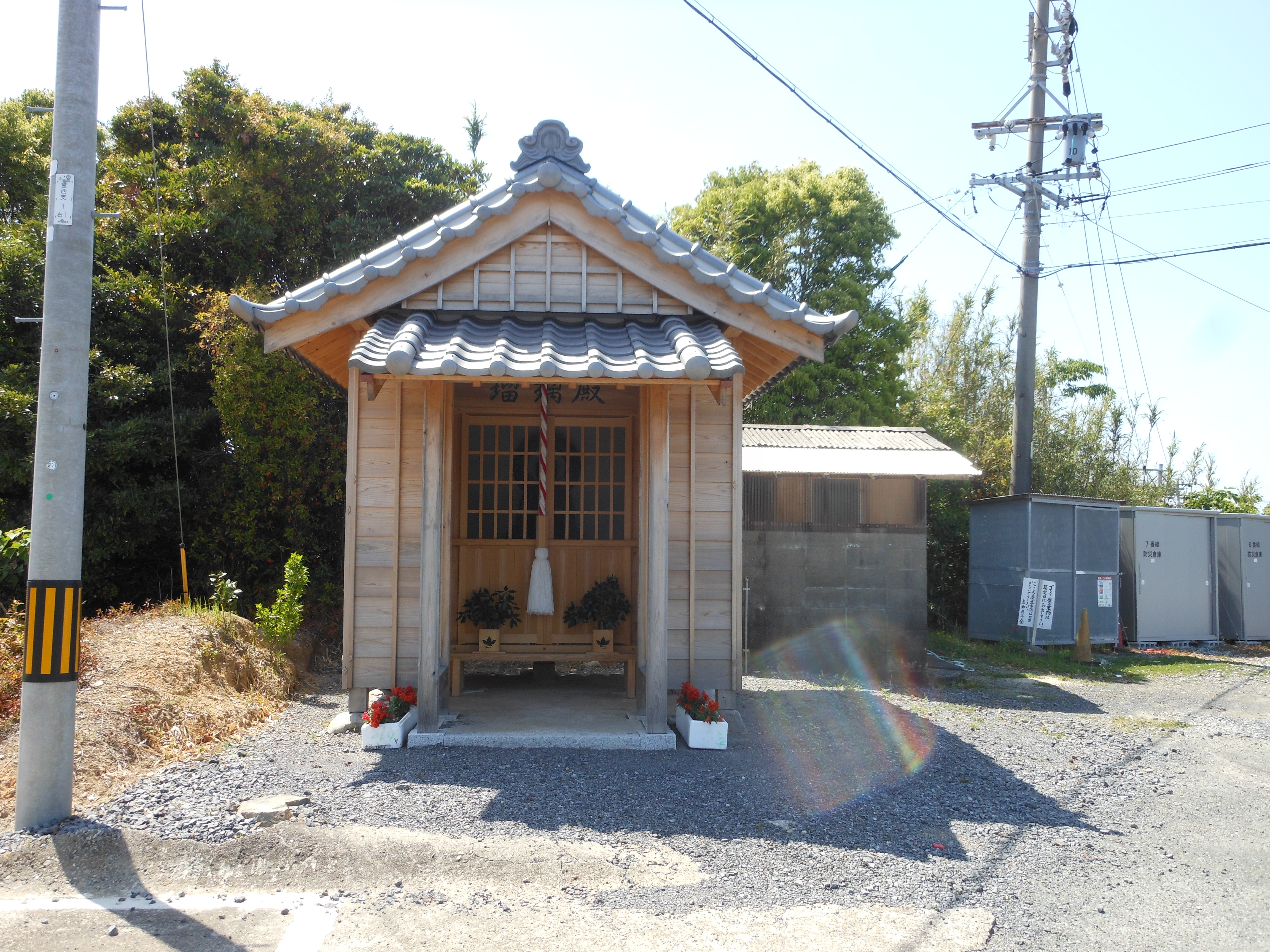
再建された立神薬師堂（瑠璃殿）

延宝2年（1674年）夏、仏師・円空は立神村を訪れ、しばらく村の薬師堂に滞在した。立神村滞在中、円空は天然の立ち木を鉈（なた）で彫った「鉈彫り観音像」を作り、十六善神など128点の仏画を描き、村に伝わる『大般若経』を巻本から折本に改めるとともに不足する19冊を写経させた。志摩国滞在中の円空は、仏画を簡略化して描くという技法を会得し、仏像の彫り方も簡素でダイナミックになるという、作風の変化の契機になった。
薬師堂は2010年（平成22年）8月7日に全焼し、堂内にあったささら踊りの道具も焼失した。一方、堂内にあった薬師如来像や鰐口は搬出され、耐火金庫に保管されていた大般若経も無事であった。跡地には立神コミュニティ倉庫が建てられた。

### 自治組織と祭りの組織（1960年代）
1960年代の立神では、東西南北の各配から1人ずつ選出された「九人衆」（九人役とも）と9人の組頭（クミガシラ）を中心に自治が行われた。東西南北から1人ずつ選出するので、「九人衆」と称しながら実際には4人しかいない。これは、明治時代以前まで、9つの組から1人ずつ代表者を選出していた名残である。九人衆は正月に寺で総会を開き、年中行事を定め、地域の規約改正の議論や農業協同組合・漁業協同組合の役員選出もこの場で行った。九人衆は祭りと寺の世話、寺社の屋根葺き、虫送り、人形送り、雨乞い、兎狩、道普請など、立神で行われる広範な行事に立ち会った。
祭りは15 - 28歳の「青年」と呼ばれる男性が中心となって取り仕切り、神社の祭りの際には、住民を本家ごとに9つの宮座に振り分け、各座から1人ずつ祷屋（とうや）を選出した。選ばれた祷屋は年齢順に1祷から9祷と呼ばれ、それぞれ役割分担して祭りを運営した。1月12日・5月12日・9月12日には「村祈祷」を行い、村役人・僧・九人衆が各戸に札を配布し、集落の出入り口に注連縄を張った。
このような祭政一致体制をとる地域は、志摩地方では珍しい存在であった。

### 祭り
立神は年齢階梯制の強い集落で、祭りの席次は九人衆や公職経験者を除き年齢順になる。

#### ひっぽろ神事
ひっぽろ神事は、毎年1月2日に開催される、宇気比神社の獅子舞行事。祷屋制によって選ばれた13軒が奉仕する。神事は昼から夜にかけて、獅子舞の披露、宴会、豊年竿の舞、小屋破り、火祭りの順に行い、この間、楽師は一番起こしから九番起こしまでの演奏をし、その笛の音がヒッポロと聞こえるため、ひっぽろ神事と呼ばれる。小屋破り・火祭りは、祭り小屋を破壊し、稲わらなどを燃やし、それを客役（還暦または42歳の厄年の男性が務める）が消すという一連の流れを繰り返す。
本来のひっぽろ神事は、1月1日・4日・5日の3日間開催するものであったが、担い手の減少により1月1日と1月3日の2日間に短縮され、さらに1月2日だけに変更された。

#### 浅間祭
立神の浅間祭は、6月の末に開催される。まず、午前中に東西南北の各配から1人ずつ選出される「宿元さん」と、宿元さんを先導する「先達さん」5人は、下帯姿で立石に竹を奉納して五穀豊穣を祈る。午後は浅間山に登って大日菩薩に祈願し、下山後に宇気比神社と立神薬師堂にも祈願する。

#### ささら踊り
ささら踊りは、5年に一度、8月14日と8月15日の両日に開催される祭り。三重県指定無形民俗文化財。三重県の南勢で広く行われる「カンコ踊り」の一種である。ささら（簓）やこきりこと呼ばれる竹製の楽器を使うのが特徴で、立神簓踊保存会が継承する。祭り道具・装束は立神薬師堂の火災で焼失したため、2014年（平成26年）に新調し、ささら・こきりこは保存会長が自作した。
立神薬師堂の前で開かれていた祭りで、堂の焼失後は跡地に建てられた立神コミュニティ倉庫の前で祭りを執行する。陣ばやし（笛や鼓の演奏）・山伏・棒振りは大人が、ささら踊りは児童が担う。ささら踊りは本来、男児に限られていたが、少子化のため2009年（平成21年）の祭りから女児も参加する。祭りの1日目は、開催年に亡くなった人の供養のため、2日目は祭りが開催されなかった過去4年間に亡くなった人の供養のために踊る。

#### 盆送り
毎年8月16日に新盆を迎えた霊を送り出す盆送りを行う。盆送りは旧薬師堂前の広場で松明を焚き、念仏を唱えた後、九人役・新盆の関係者・楽師らが立神集落に出て、太鼓などを打ち鳴らしながら、3時間ほどかけて集落を1周する。集落各所では人々が待ち受け、念仏を唱えたり、行列の中にいる馬のぬいぐるみに紙人形を挿したりする。

## 交通
阿児町立神の中心集落は、志摩市の幹線道路（国道260号）から2 kmほど離れており、志摩市街（阿児町鵜方）から路線バスで20分前後かかる。

### 鉄道
阿児町立神に鉄道は通っておらず、最寄り駅は近鉄志摩線志摩神明駅である。志摩神明駅から阿児町立神まで3 kmほどある。

### 路線バス

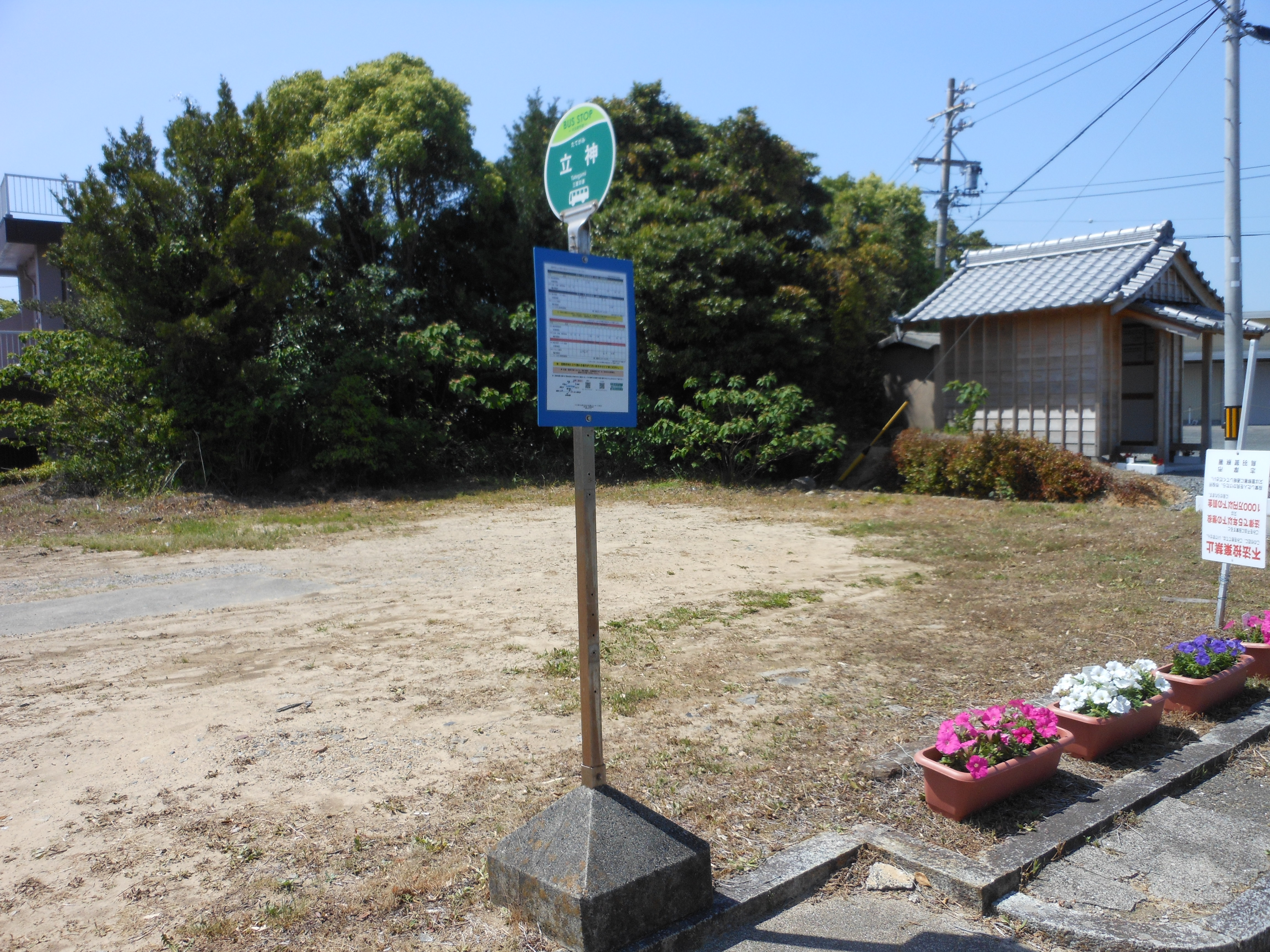
立神バス停

2021年（令和3年）現在、阿児町立神には三重交通の志島循環線が乗り入れており、立神、立神支所前、大谷の3つのバス停がある。
■三重交通志島循環線（志摩営業所管内）
志島循環線は、うらじろ経由（反時計回り）と国府経由（時計回り）があり、鵜方駅前から乗車すると、うらじろ経由の方が立神に先着する。
- 92系統 志摩病院
- 92系統 鵜方駅前

### 道路

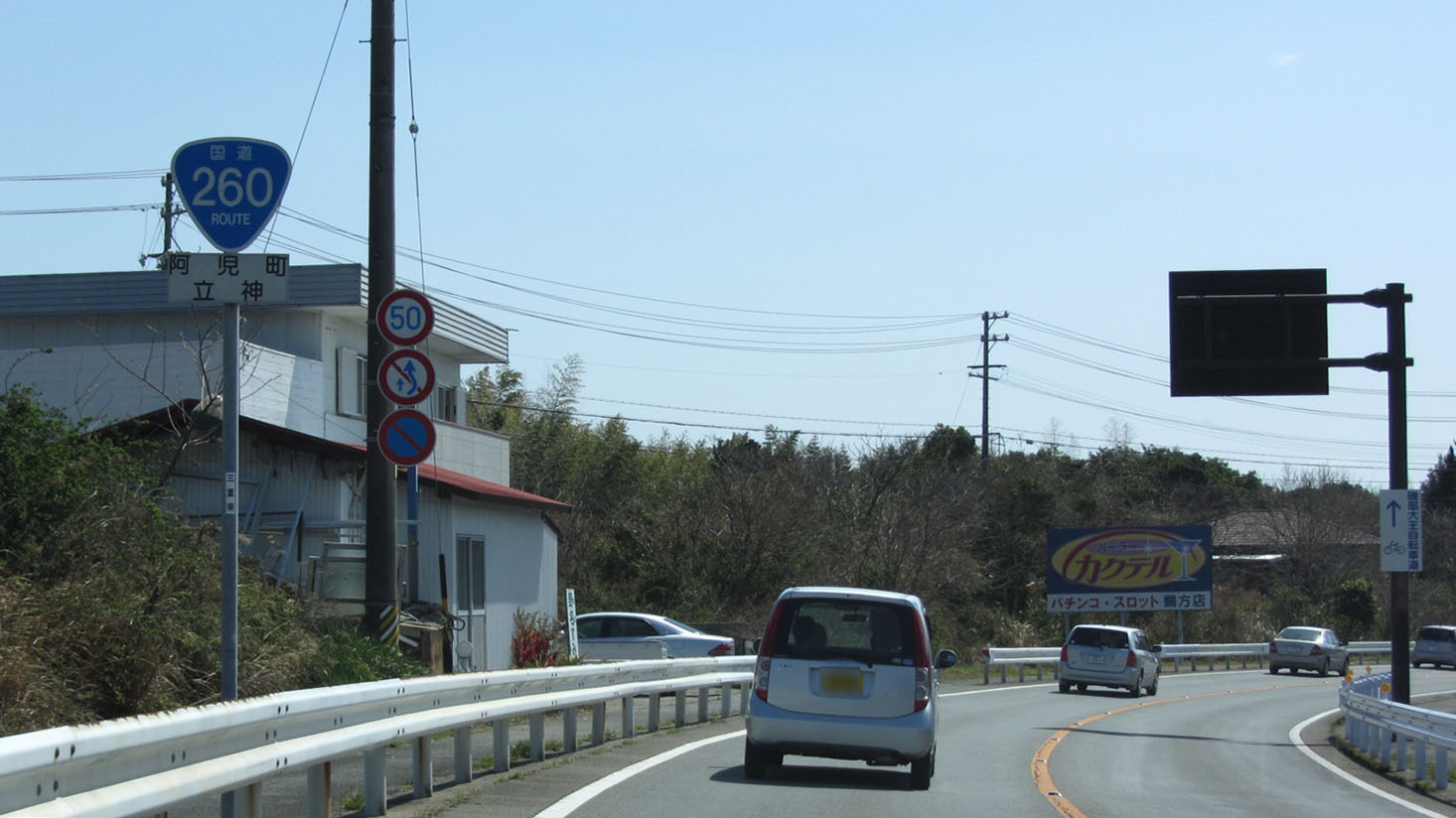
国道260号

- 国道260号 - 阿児町立神の東端、大王町畔名との境界付近を通る一般国道[93]。
- 志摩市道中学校 - 阿児町立神と志摩市立東海小学校・東海中学校を結ぶ通学路として利用される志摩市道[94]。甲賀口交差点で国道260号・志摩市道里鹿谷線と接続する[94][95]。

## 施設
- 立神ふれあいセンター[96]
- 志摩市立立神保育所[97]
- 立神郵便局[98]

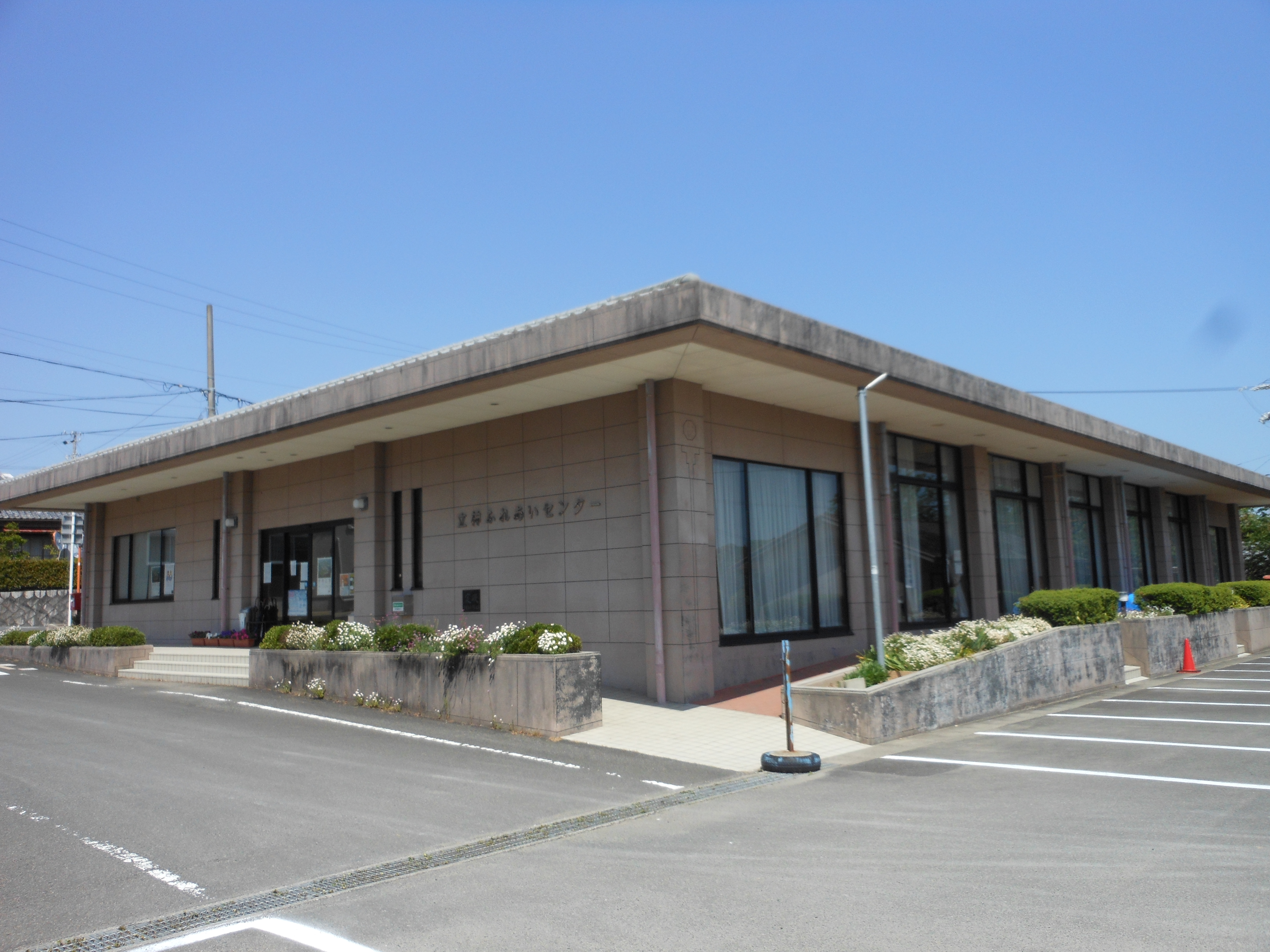
立神ふれあいセンター

- 株式会社イーストブルー本社（クリーニング業）[99]
- 有限会社サンコウ本社（椅子製造）[100]
- ソフトバンク三重志摩阿児ソーラーパーク[47]
- 志摩オーシャンクラブ[101]
- 農家民宿 まはな[102]

### 史跡
宇気比神社（うきひじんじゃ）
西配にある、立神の鎮守。明治4年（1871年）までは日天八王子社と称した。宮座があり、ひっぽろ神事を継承する。1908年（明治41年）、神明社・熊野社・片上社・八幡社・神宮社・豊受社・須賀社・塩土社・立石神社・小山社・勝間社・鵜島社・秋葉社を合祀した。
見性山少林寺（曹洞宗妙心寺派）
寛文年間（1661年 - 1673年）までは法泉寺と称した。境内にある観音堂には、円空が作った鉈彫観音がある。
正宝山本福寺（曹洞宗妙心寺派）
立神村を統治した川面氏の菩提寺。境内に太子堂と薬師堂がある。